# Iris Zangerl-Walser
Iris Zangerl-Walser (* 5. Juli 1966 in Innsbruck, Tirol) ist eine österreichische Politikerin (ÖVP). Sie ist Vizebürgermeisterin der Gemeinde Zirl und Abgeordnete zum Tiroler Landtag seit dem 25. Oktober 2022.

## Ausbildung und Beruf
Iris Zangerl-Walser besuchte ab 1972 die Volksschule in Telfs und wechselte 1973 in die Volksschule nach Innsbruck, wo sie ab 1976 auch die Hauptschule besuchte. Diese schloss sie 1980 ab und besuchte anschließend bis 1981 den Polytechnischen Lehrgang in Innsbruck. Noch im selben Jahr startete sie ihre Ausbildung zur Zahnarztassistentin in der Universitätsklinik für Zahn-Mund-Kieferheilkunde. Ihre Ausbildung schloss die 1982 mit einem Diplom erfolgreich ab. 
Nach ihrem Abschluss war Zangerl-Walser von 1983 bis 1984 als Zahnarztassistentin tätig, woraufhin von 1984 bis 2006 als Sachbearbeiterin bei der Post und Telekom arbeitete. In dieser Zeit fungierte sie ebenfalls als Sachbearbeiterin, Teamleiterin, Personalvertreterin und Gleichbehandlungsbeauftragte. Seit 1994 ist sie als Veranstalterin für Gala-Shows und Models selbstständig tätig.

## Politik
Zangerl-Walser ist seit 2014 die AAB-Ortobfrau in Zirl. Zudem ist sie seit 2015 die Obfrau der Liste Zukunft Zirl Volkspartei, ein Jahr später wurde sie zur Vizebürgermeisterin von Zirl gewählt. Weiters ist sie auch die VP-Gemeindeparteiobfrau.
Sie ist Vorstandsmitglied des Seniorenbunds Zirl und ebenfalls Mitglied der ÖVP-Frauen. Von 2016 bis 2022 fungierte Iris Zangerl-Walser auch als Ausschussobfrau für Soziales, Kultur, Sport und Vereine. Seit dem Oktober 2022 ist Iris Zangerl-Walser Landtagsabgeordnete der Tiroler Volkspartei und zudem Sprecherin für die Bereiche Soziales, Generationen, Senioren, Frauen und Kultur.

## Privates
Iris Zangerl-Walser engagiert sich in ihrer Freizeit in zahlreichen Vereinen wie im SkiTri Zirl Verein, wo sie Vorstand und Schriftführerin ist. Sie ist stellvertretende Obfrau des Hilfsverein in Zirl und ist Mitglied bei weiteren diversen Kultur-, Traditions-, Sport- und Sozial-Vereinen. Sie ist verheiratet und hat eine Tochter.